# Dykasteria ds. Dialogu Międzyreligijnego
Dykasteria ds. Dialogu Międzyreligijnego (łac. Dicasterium pro Dialogo Inter Religiones) – wchodzi jako aparat administracyjny w skład Kurii
Rzymskiej, działający przy
Stolicy Apostolskiej. Do zadań dykasterii należy prowadzenie w imieniu Kościoła katolickiego relacji ze światem kultury, promując szczególnie dialog między różnymi kulturami współczesnego świata.

## Obecny zarząd Dykasterii
- Prefekt: kard. George Jacob Koovakad[1] (od 24 I 2025)
- Sekretarz: ks. prał. Indunil Janakaratne Kodithuwakku Kankanamalage (od 3 VII 2019)
- Podsekretarz: o. Paulin Batairwa Kubuya SX (od 11 XI 2019)

## Historia
Paweł VI utworzył 19 maja 1964 nową dykasterię, która początkowo nosiła nazwę Sekretariat ds. Nie-Chrześcijan. W 1988 na mocy konstytucji apostolskiej Pastor Bonus Jan Paweł II podniósł sekretariat do rangi Papieskiej Rady, z kolei w 2022 na mocy konstytucji apostolskiej Praedicate evangelium Franciszek zrównał ją rangą z dotychczasowymi kongregacjami i tak jak one umiejscowił ją jako dykasterię.

## Dotychczasowy zarząd Dykasterii

### Przewodniczący Sekretariatu ds. Niechrześcijan (1964–1988)
- 1964–1973: kard. Paolo Marella
- 1973–1980: kard. Sergio Pignedoli
- 1980–1984: abp Jean Jadot
  - pro-przewodniczący
- 1985–2002: kard. Francis Arinze
  - pro-przewodniczący (1984–1985)

### Przewodniczący Papieskiej Rady ds. Dialogu Międzyreligijnego (1988–2022)
- 1988–2002: kard. Francis Arinze
- 2002–2006: kard. Michael Fitzgerald MAfr
- 2006–2007: kard. Paul Poupard
- 2007–2018: kard. Jean-Louis Tauran
- 2019–2024: kard. Miguel Ángel Ayuso Guixot MCCJ

### Prefekci Dykasterii ds. Dialogu Międzyreligijnego (od 2022)
- 2022–2024: kard. Miguel Ángel Ayuso Guixot MCCJ
- od 2025: kard. George Jacob Koovakad

### Sekretarze
- 1964–1973: ks. Pierre Humbertclaude(inne języki) SM
- 1973–1982: bp Pietro Rossano
- 1983–1986: abp Marcello Zago OMI
- 1987–2002: kard. Michael Louis Fitzgerald MAfr
- 2002–2012: abp Pier Luigi Celata
- 2012–2019: kard. Miguel Ángel Ayuso Guixot MCCJ
- od 2019: ks. Indunil Janakaratne Kodithuwakku Kankanamalage

### Podsekretarze
- 1965–1969: ks. Joseph Cuoq(inne języki) MAfr
- 1966–1973: bp Pietro Rossano(inne języki)
- 1974–1999: ks. Bosco Masayuki Shirieda SDB
- 1999–2008: abp Felix Anthony Machado
- 2008–2012: ks. Andrew Thanya-anan Vissanu
- 2012–2019: ks. Indunil Janakaratne Kodithuwakku Kankanamalage
- od 2019: o. Paulin Batairwa Kubuya SX